# 대한민국 제14대 국회 후반기 의장단 선거
제14대 국회 후반기 의장단 선거는 1994년 6월 28일 실시되었다.
선거 결과 6선의 황낙주 민주자유당 의원이 국회의장에, 4선의 이춘구 민주자유당 의원과 5선의 홍영기 민주당 의원이 국회부의장에 선출되었다.
국회의장 선거에서 황낙주 의장은 유난히도 낮은 득표율로 당선되었는데, 이는 민주자유당의 국회의장 후보 지명전에서 탈락한 이만섭 전 의장이 무려 95표라는 높은 득표를 올린 탓이었다.

## 선거 제도
국회의 의장 및 부의장은 국회의원들의 무기명 투표로 선출하되 만약 1차 투표 결과 재적 의원의 과반을 득표한 자가 없으면 2차 투표를 실시하고, 2차 투표에서도 과반 득표자가 나오지 않을 시 최고득표자와 차점자에 대하여 3차 결선 투표를 실시하되 이 경우 단순 다수 득표자를 당선자로 하도록 되어있었다.

## 후보

### 국회의장 후보

#### 민주자유당
민주자유당은 국회의장 후보에 이만섭 국회의장을 재지명하자는 의견과 황낙주 국회부의장을 지명하자는 의견으로 갈리어 있었다. 민정계는 이만섭 의장이 국민들에게 인기가 높은데다 청와대와 적당한 거리를 둔다는 점에서 의회 정치를 발전시킬 적임자라고 주장하였다. 반면 민주계는 원활한 국정 운영을 위해서라도 국회의장은 대통령과 교감이 가능한 인사가 맡아야 한다고 주장하였다. 민주계는 이미 1992년 선거 때 국회의장을 민정계에 양보했던 터라 또 다시 양보할 수는 없다는 입장이었다.
결국 김영삼 민주자유당 총재는 6월 27일 황낙주 국회부의장을 국회의장 후보로 지명하였다. 김영삼 대통령이 끝내 비민주계의 이만섭 의장을 끌어내리고 민주계의 황낙주 부의장을 선택한 것을 두고 이미 이회창 총리를 사퇴시키며 비판을 산 적이 있는 김영삼 대통령의 독선적인 정치 스타일이 다시 확인된 것이라는 지적이 나오기도 하였다.

### 국회부의장 후보

#### 민주자유당
김영삼 총재는 국회의장은 민주계가 차지하는 대신 국회부의장은 민정계에 할애하기로 했는데, 그 중에서도 이춘구 의원과 김용태 의원이 가장 유력하게 고려되고 있었다. 대구 출신의 김용태 의원은 같은 대구 출신의 이만섭 의장이 경질되면서 악화된 TK 민심을 달랠 수 있다는 점이, 이춘구 의원은 하나회 출신의 강성 민정계이면서도 김영삼 정부에 대해 비판적인 발언을 삼가왔다는 점이 장점이 평가되었다. 결국 김영삼 총재는 6월 27일 이춘구 의원을 국회부의장 후보로 지명하였다.

#### 민주당
국회부의장 후보 선출을 앞두고 민주당은 한창 당권파와 비당권파 사이의 갈등이 깊어가고 있었다. 1992년 대통령 선거 때까지 민주당이 신민계와 민주계로 나뉘어 있었다면, 김대중 전 대표가 정계를 은퇴한 이후로는 이기택 대표를 위시한 범당권파와 비당권파로 나뉘게 되었다. 1993년 3월 12일 민주당 대표 경선을 앞두고 윤곽을 드러낸 범당권파에는 이기택 대표의 직속 계보 외에도 김대중 전 대표의 뜻에 따라 이기택 대표 지원에 나선 동교동계가 포함되었다. 그러나 이기택 대표가 2차 결선 투표까지 가서야 비당권파의 김상현 후보를 누르고 당선되는 등, 비당권파 역시 만만치 않은 존재감을 갖고 있었다.
민주당 소속 의원 96명 중 동교동계가 55명, 이기택계가 20여명으로 분명 범당권파가 절대 다수를 장악한 듯 했으나, 이기택 대표와 김대중 전 대표라는 다른 보스를 모시는 두 계파의 공조는 불안한 것이었다. 1994년 5월 27일 원내총무 경선에서 비당권파의 신기하 의원이 예상을 뒤엎고 당선된 것 역시, 당내 쇄신을 요구하는 비당권파가 그만큼 선전한 것도 있지만, 이기택 대표의 리더십에 불만을 품은 일부 동교동계 의원들이 반란표를 던진 탓이라는 분석도 있었다.
이런 가운데 국회부의장 후보에는 전남 출신 4선의 김봉호 의원, 전북 출신 5선의 홍영기 의원, 충남 출신 4선의 김영배 의원이 출사표를 던진 상태였다. 당권파는 김봉호 의원을, 비당권파는 홍영기 의원을 각각 지지하였다. 민주당은 6월 23일 최고위원회를 열고 국회부의장 후보 선정 방법을 논의하였다. 대표가 후보를 지명하는 방법, 최고위원들의 투표로 결정하는 방법, 의원총회에서 경선을 치르는 방법 등을 놓고 토론한 결과 최고위원들의 투표로 후보를 최종 확정하는 방법이 가장 많은 지지를 받았다. 투표 결과 9명의 최고위원 중 김원기, 조세형, 신순범, 이부영, 노무현 등 5명은 홍영기 의원에게 투표하였으며, 이기택, 권노갑, 한광옥, 류준상 등 4명은 김봉호 의원에게 투표하였다. 역시 출마한 김영배 의원은 단 한 표도 얻지 못했다. 지명이 거의 확실시되던 김봉호 의원이 탈락하고, 비당권파의 홍영기 의원이 승리하면서 민주당의 당내 갈등이 증폭되는 계기가 되었다.

## 선거 결과

### 국회의장 선거
| 후보   | 소속       | 득표 | %    | 비고 |
| ------ | ---------- | ---- | ---- | ---- |
| 황낙주 | 민주자유당 | 174  | 58.6 | 당선 |
| 이만섭 | 민주자유당 | 95   | 32.0 |      |
| 김동길 | 통일국민당 | 2    | 0.7  |      |
| 기권   | 기권       | 4    | 1.3  |      |
| 무효   | 무효       | 3    | 1.0  |      |
| 결석   | 결석       | 19   | 6.4  |      |
| 재적   | 재적       | 297  | 100  |      |

### 민주자유당 몫 국회부의장 선거
| 후보   | 소속       | 득표 | %    | 비고 |
| ------ | ---------- | ---- | ---- | ---- |
| 이춘구 | 민주자유당 | 224  | 75.4 | 당선 |
| 박희부 | 민주자유당 | 8    | 2.7  |      |
| 김윤환 | 민주자유당 | 5    | 1.7  |      |
| 김용태 | 민주자유당 | 4    | 1.3  |      |
| 홍영기 | 민주당     | 4    | 1.3  |      |
| 양순직 | 통일국민당 | 2    | 0.7  |      |
| 김동길 | 통일국민당 | 1    | 0.3  |      |
| 박준병 | 민주자유당 | 1    | 0.3  |      |
| 박찬종 | 신정당     | 1    | 0.3  |      |
| 유성환 | 민주자유당 | 1    | 0.3  |      |
| 이기택 | 민주당     | 1    | 0.3  |      |
| 이윤수 | 민주당     | 1    | 0.3  |      |
| 장경우 | 민주당     | 1    | 0.3  |      |
| 황낙주 | 민주자유당 | 1    | 0.3  |      |
| 황명수 | 민주자유당 | 1    | 0.3  |      |
| 기권   | 기권       | 8    | 2.7  |      |
| 무효   | 무효       | 10   | 3.4  |      |
| 결석   | 결석       | 23   | 7.7  |      |
| 재적   | 재적       | 297  | 100  |      |

### 민주당 몫 국회부의장 선거
| 후보   | 소속       | 득표 | %    | 비고 |
| ------ | ---------- | ---- | ---- | ---- |
| 홍영기 | 민주당     | 197  | 66.3 | 당선 |
| 김봉호 | 민주당     | 31   | 10.4 |      |
| 이기택 | 민주당     | 4    | 1.3  |      |
| 정시채 | 민주자유당 | 4    | 1.3  |      |
| 김영배 | 민주당     | 3    | 1.0  |      |
| 김태식 | 민주당     | 2    | 0.7  |      |
| 양순직 | 통일국민당 | 2    | 0.7  |      |
| 최락도 | 민주당     | 2    | 0.7  |      |
| 김덕규 | 민주당     | 1    | 0.3  |      |
| 김동길 | 통일국민당 | 1    | 0.3  |      |
| 김옥두 | 민주당     | 1    | 0.3  |      |
| 김채겸 | 민주자유당 | 1    | 0.3  |      |
| 박상천 | 민주당     | 1    | 0.3  |      |
| 박희부 | 민주자유당 | 1    | 0.3  |      |
| 신기하 | 민주당     | 1    | 0.3  |      |
| 이영권 | 민주당     | 1    | 0.3  |      |
| 이춘구 | 민주자유당 | 1    | 0.3  |      |
| 이한동 | 민주자유당 | 1    | 0.3  |      |
| 이해찬 | 민주당     | 1    | 0.3  |      |
| 장경우 | 민주당     | 1    | 0.3  |      |
| 정대철 | 민주당     | 1    | 0.3  |      |
| 한영수 | 통일국민당 | 1    | 0.3  |      |
| 한화갑 | 민주당     | 1    | 0.3  |      |
| 기권   | 기권       | 7    | 2.4  |      |
| 무효   | 무효       | 8    | 2.7  |      |
| 결석   | 결석       | 22   | 7.4  |      |
| 재적   | 재적       | 297  | 100  |      |

## 논란
국회의장 선거에서 민주자유당의 공식 후보인 황낙주 의원이 1969년 국회의장 선거 이래 최저의 득표율로 당선되고, 그 어느 정당의 지명도 받지 않은 이만섭 의원이 무려 95표라는 득표를 올리자 이는 정치권에 큰 충격으로 다가왔다. 민주당 등 야당 의원들은 물론 민주자유당 의원들 중에서도 상당한 수가 이만섭 의원에게 표를 던진 것으로 알려졌으며, 이에 대해 일각에서는 김영삼 대통령의 독선적인 국정 및 당 운영에 대한 반발이 국회의장 선거에서 반란표의 형태로 표출된 게 아니냐는 분석이 나오기도 하였다. 민주자유당 당권파는 이만섭 의원이 당의 결정에 불복하고 선거 전날 동료 의원들에게 지지 호소 전화까지 돌리는 등 막판까지 선거 운동을 벌인 결과라고 주장하였다. 이만섭 의원은 "내가 그런 졸렬한 짓을 할 사람이냐"며 이를 부인하였다.
민주당 몫 국회부의장 선거에서도 반란표가 나왔는데, 민주당의 국회부의장 후보 지명을 두고 홍영기 의원과 경합했던 김봉호 의원이 무려 31표를 득표한 것으로 나타났다. 이같이 민주자유당과 민주당은 모두 소속 의원들을 단합시키는 것에 실패하는 모습을 보이게 되었다.